# Relight My Fire (Take That)
Relight My Fire è un singolo del gruppo musicale britannico Take That, pubblicato il 4 ottobre 1993 come terzo estratto dal secondo album in studio Everything Changes.

## Descrizione
Il singolo è una cover dell'omonimo brano del 1979 di Dan Hartman, riproposta nel 2007 dal cantante spagnolo José Galisteo.
Nella versione dei Take That, il brano si avvale della collaborazione vocale della cantante britannica Lulu, ed è il secondo singolo del gruppo a raggiungere la prima posizione della classifica inglese.

## Tracce
Singolo 12" vinile Regno Unito
Lato A
1. Relight My Fire (Full Length Version) – 11:14
2. Relight My Fire (All Night Mix) – 6:56

Lato B
1. Relight My Fire (Late Night Mix) – 6:47
2. Relight My Fire (Percacapella) – 2:11
3. Relight My Fire (Night Beats) – 5:20

Singolo maxi CD 1 Regno Unito
1. Relight My Fire (Radio Version) – 4:02
2. Relight My Fire (Full Length Version) – 11:47
3. Relight My Fire (Late Night Mix) – 6:48
4. Relight My Fire (All Night Mix) – 6:58
5. Relight My Fire (Night Beats) – 5:20

Singolo maxi CD 2 Regno Unito
1. Relight My Fire (Album Version) – 4:10
2. Why Can't I Wake Up with You (Live Version) – 5:13
3. Motown Medley (Live Version) – 10:14
4. Take That and Party (Live Version) – 5:13

Singolo MC Regno Unito
Lato A
1. Relight My Fire (Radio Version)
2. Why Can't I Wake Up with You (Live Version)

Lato B
1. Relight My Fire (Radio Version)
2. Why Can't I Wake Up with You (Live Version)

Singolo maxi CD
1. Relight My Fire (Radio Version) – 3:59
2. Why Can't I Wake Up with You (Live Version) – 5:13
3. Relight My Fire (Late Night Mix) – 6:47 – con Lulu

Hit Mixes
1. Relight My Fire (Love to Infinity Mix) – 8:00